# Koszty utopione
Koszty utopione (ang. sunk costs) – koszty, które zostały poniesione i nie mogą zostać odzyskane. 

## Opis
Koszty te są często ponoszone na początku danego przedsięwzięcia, kiedy jeszcze nie jest znana jego zyskowność. Przykładami mogą być koszty opracowania nowego produktu i wydatki na reklamę. Są to również koszty ponoszone w związku z koniecznością wejścia na dany rynek, np. związane z pozyskiwaniem zezwoleń i licencji, szkoleniem personelu, czy też badaniami nowego rynku.
Ich ponoszenie nie może być wstrzymane w momencie zaprzestania np. świadczenia usługi czy inwestycji, która ponoszenia tych kosztów wymaga. Trudnym i kosztownym zabiegiem jest również przeniesienie zasobów, stanowiących podstawę generowania kosztów utopionych, w ramach danej działalności lub do alternatywnego zastosowania.
Koszty utopione mogą być również barierami wejścia.

## Efekt utopionych kosztów
Istnienie kosztów utopionych może ograniczać racjonalność decyzji – decydenci mają tendencję do uwzględniania kosztów utopionych do uzasadniania dalszej konieczności angażowania się w nierentowne przedsięwzięcie (na zasadzie: skoro wydałem 1 mln zł, to nie mogę się teraz wycofać), co w konsekwencji doprowadza do poniesienia większych strat. Racjonalny decydent podejmując decyzję o dalszej realizacji przedsięwzięcia, uwzględnia wyłącznie obecne oraz przyszłe koszty i zyski (nie kieruje się kosztami utopionymi).
Efekt utopionych kosztów to zjawisko polegające na tym, że ludzie mają skłonność do trzymania się wcześniej podjętych decyzji nawet w sytuacji, gdy okazały się one niekorzystne, jeśli tylko były związane z poniesieniem dużych kosztów lub ze znacznym wysiłkiem. Zachowanie to jest sprzeczne z teorią ekonomii, która mówi, że tylko teraźniejsze oraz przyszłe zyski i koszty powinny mieć wpływ na podejmowanie decyzji. Koszty poniesione wcześniej nie powinny mieć znaczenia. Takie zachowanie tłumaczy teoria perspektywy. Człowiek wykazuje awersje do strat, więc stara się ich uniknąć.
Badania prowadzone przez Thalera doprowadziły do postawienia następujących hipotez dotyczących efektu utopionych kosztów:
- Im wyższy jest poziom poniesionych wcześniej kosztów, tym więcej wysiłku i czasu poświęca się na „ratowanie” projektu.
- Za mniej bolesne uznaje się zawieszenie projektu niż rezygnacja z niego.
- Wraz z upływem czasu projekt jest w końcu uznawany za zamortyzowany w pełni i anulowany, niezależnie od wysokości poniesionych kosztów.

### Efekt utopionych kosztów a rynki finansowe
Na rynkach finansowych efekt utopionych kosztów w największym stopniu dotyka aktywnych inwestorów o krótkim horyzoncie czasowym. W przypadku, gdy poniosą straty, są oni często gotowi podejmować większe ryzyko, aby je jak najszybciej „odrobić”. W 2001 roku dwaj profesorowie z Uniwersytetu w Michigan Coval i Shumway przeprowadzili badania zachowań market-makerów na rynku kontraktów futures Chicago Board of Trade. Zaobserwowali występowanie zjawiska, które nazwali „efektem popołudniowym”. Inwestorzy, którzy w początkowej fazie sesji ponieśli straty, byli gotowi ponosić większe ryzyko w drugiej części dnia. Efektem utopionych kosztów można także wytłumaczyć stosowanie przez inwestorów strategii zwanej „uśrednianiem”. Polega ona na dokupywaniu akcji, których kurs spada, co pozwala na obniżenie średniej ceny zakupu. Strategia ta bywa czasem skuteczna, ale znacząco podnosi ryzyko portfela, gdyż poprzez zwiększenie wielkości pozycji może doprowadzić do zwielokrotnienia strat.

### Efekt Concorde
Efekt utopionych kosztów bywa nazywany efektem Concorde. Samolot Concorde kosztował 10 razy więcej niż zakładano, a koszt fazy rozwojowej nigdy się nie zwrócił. Wyprodukowano jedynie 20 egzemplarzy, a żadnego nie sprzedano komercyjnie. Niemal każdy lot generował straty. Powszechnie panuje pogląd, że już na etapie konstruowania prototypu należało zrezygnować z projektu. Jednym z czynników był rosnący koszt produkcji, a także nieopłacalność lotów wobec rosnących cen ropy naftowej. Przedsięwzięcie było jednak bardziej polityczne niż ekonomiczne, więc kontynuowano projekt i eksploatowanie maszyn do ich wycofania w 2003 roku.